# Climate Change Coalition
Die Climate Change Coalition (CCC) ist eine Partei aus Australien, welche 2006 gegründet wurde um Druck auf die großen politischen Parteien auszuüben im Hinblick auf die globale Erwärmung. Die CCC arbeitet daran in Kooperation mit großen Unternehmen das Problem Klimawandel gemeinsam zu lösen. So sorgt die Partei für enge Zusammenarbeit zwischen Wirtschaftsunternehmen und Umweltschützern. Die CCC wurde im September 2007 von der australischen Wahlkommission für die Bundeswahlen desselben Jahres registriert.

## Wahlergebnisse

### Erste Wahl
Zunächst war die Climate Change Coalition nicht als politische Partei gedacht, sondern als Gruppierung von verschiedenen Politikern, um das Problem zu lösen. Die erste Wahlteilnahme lag für die CCC in New South Wales im März 2007 auf Staatsebene. Für das Oberhaus kandidierten 21 Kandidaten der Partei. Diese Gruppe wurde von Patrice Newell angeführt, selbst Autor und Bio-Farmer. Durch ihre strenge Auslegung auf Umwelt-Themen wurde diese Koalition von den anderen Parteien stark kritisiert.
Da sie noch nicht als Partei im Wahlsystem dabei waren durften sie auch nicht unter ihrem eigentliche Namen antreten. Die 21 „Group F“-Kandidaten erreichten 18.999 Stimmen zusammen bzw. 0,50 % der Wählerstimmen. Die erforderlichen 4,55 % für eine erfolgreiche Wahl verpassten sie deutlich, was auch am ungewöhnlichen Wahlnamen gelegen haben mag.

### Bundeswahl 2007
Am 4. September 2007 wurde die Partei offiziell von der Wahlkommission eingetragen.
Die Kandidaten in NSW für den Senat waren Patrice Newell und Dr. Karl Kruszelnicki, ein bekannter Wissenschaftler und Medienvertreter.
Mit dem offiziellen Namen auf den Wahlzetteln holte man nun nur ein halbes Jahr später schon 0,83 % der Stimmen in NSW ohne jedoch einen Kandidaten erfolgreich durch die Wahl zu führen. In den anderen Staaten lagen die Ergebnisse zwischen 0,27 % (in Western Australia) bis zu 0,78 % (in Victoria). Bundesweit holte die Partei 78.710 Stimmen (0,62 %).